# 한성수
한성수(韓聖洙, 1920년 8월 18일~1945년 5월 13일)는 한국의 독립 운동가이다.
평안북도 용천 출생이다. 한성수(韓成洙)라고도 하며, 광복군에서는 이상일(李相一)이라는 가명을 사용했다.
오산학교를 졸업하고 일본에 유학했다가 1944년 태평양 전쟁 학도병에 징집되자 중국에서 부대를 탈출하여 광복군에 입대했다. 이후 광복군 제3지대 화남지역 책임자로 제3지대장인 김학규의 휘하에서 상하이를 중심으로 작전을 수행했다.
1945년 3월 13일 밀고에 의해 상하이에서 일본 헌병대에게 체포되었다. 한성수를 밀고한 사람은 상하이 거주 조선인 부호인 손창식이었던 것으로 알려져 있다. 이때 홍순명, 김영진, 허암, 박윤석과 이름이 알려지지 않은 2명 등 7명이 함께 체포되었다.
한성수는 군법회의에서 재판 끝에 사형 선고를 받고 그해 5월 13일 난징의 난징형무소에서 참수 당했다.
1977년 건국훈장 독립장이 수여되었다.

## 생애
선생은 1920년 8월 18일 평북 신의주 고진면(古津面) 낙청동(樂淸洞) 102번지에서 한일현(韓一賢)의 장남으로 태어났다. 조부 한정규(韓正奎)는 신의주 일대의 부호로 어릴 적 선생의 집안 형편은 꽤 부유하였다. 고향에서 보통학교를 졸업한 선생은 1934년 3월 평북 정주(定州)의 명문 민족사립학교 오산학교(五山學校)에 입학하였다.
오산학교와 선생의 집안은 깊은 인연이 있었다. 선생의 조부는 1919년 한재(旱災) 때 오산학교 소재지인 정주 지역 이재민들에게 열차로 구호양곡을 실어 도와준 자선사업가였다. 뿐만 아니라 1920년부터 1923년까지 오산학교 재단에 몇 차례에 걸쳐 당시로서는 거금을 희사하였던 교육독지가였으며, 이승훈(李昇薰) 선생과 함께 오산학교의 재단 이사로 활동하기도 하였다.
주지하다시피, 오산학교는 수많은 애국청년들과 민족지도자들을 양성한 민족학교였다. 이곳에서 받은 민족교육은 훗날 선생이 중국에서 일본군을 탈출하여 독립운동진영에 투신하고 일제에 온 몸으로 저항하다 순국하게 되는 정신적 밑거름이 되었다.
1939년 오산학교를 졸업한 후 선생은 1941년 일본 전수대학(專修大學) 경제학과에 유학하였다. 일본에 유학 중 선생은 후일 철산군 반탁운동의 주역이었던 철산(鐵山)군 부호 정봉일(鄭鳳日)의 딸 정숙저(鄭淑姐) 여사와 결혼하였다. 선생의 유학시절은 그렇게 순탄치 않았던 것으로 보인다. 일본 전수대학 재학 중 독립운동 관련서적을 읽다 발각되어 정학을 맞기도 하였다. 어릴 때부터 선생의 반골정신은 대단했던 것으로 알려지고 있다. 태평양전쟁이 한창이던 1944년 초 선생은 학도병(學徒兵)으로 일본군에 징집되었다.
일제는 1910년 한반도를 강점한 이래 계속적인 팽창정책을 추진하였다. 1931년 만주를 점령하고, 1937년에는 중국대륙을 침략하였으며, 1941년에는 미국 하와이의 진주만을 기습공격하여 미국과의 태평양전쟁을 도발하였다. 이 시기 중국의 대한민국임시정부는 중국 국민당정부를 따라 중경(重慶)으로 옮긴 후 한국광복군을 창설하고 대한민국건국강령을 제정하여 독립운동 중추기관으로서의 위상과 역할, 나아가 광복 후 민족국가 수립에 대한 계획을 천명하였다. 그리고 임시정부를 비롯한 국내외의 독립운동진영은 일제에 대한 최후의 일전을 앞두고 미국 등 연합국과의 연합전선 구축을 위해 다방면으로 노력하였다.
한편 일제는 태평양전쟁으로 전선이 확대되자 1943년 조선인학도특별지원병령(朝鮮人學徒特別志願兵令)을 발표하여 한국의 청년학생들을 전선으로 내몰기 시작하였다. 부족한 병력을 보충하고 후방에서 민족지성의 저항력을 말살하기 위한 일석이조의 조치였다. 외형상으로 지원(志願) 형식을 취하였지만 실제로는 강제동원이나 마찬가지였다. 대학교를 다녔던 선생도 여기에 예외일 수가 없었다.

### 일본군 입대와 탈출
1944년 1월 20일 선생을 비롯한 학병들은 평양50부대에 강제 입대하여 훈련을 받았다. 이곳에 입대한 학병들은 주로 평남북 출신이어서 동향이거나 또는 중학, 대학 동창 등의 관계로 구면인 사람이 많았다. 때문에 이들 사이에는 남양군도(南洋群島)든 중국대륙전선이든 전선에 배치된 후 일본군을 탈출하자는 논의가 자연스럽게 진행되고 있었다.
선생은 원래 일본군에 입대한 후 중국보다는 남양군도 쪽으로 배치되기를 희망하였다고 한다. 그 이유는 자신의 능숙한 영어실력으로 미군 쪽으로 탈출하고자 하는 생각이 있었기 때문이었다. 선생은 강제 입대하기 전에 부모와 아내에게 입대 후 일제의 제물이 되기보다는 죽어도 꼭 탈출하겠다고 언명하고 있던 터였다.
하지만 실망스럽게도 선생은 남양군도가 아니라 중국전선에 투입되었다. 선생을 비롯한 학병 청년들은 입대 23일 만인 1944년 2월 13일 군용열차를 타고 평양을 출발, 압록강과 산해관(山海關)을 넘어 2월 16일 중국 중부지역인 강소성(江蘇省) 서주(徐州) 인근의 일본군 부대에 배속되었다. 이 부대는 치중대(輜重隊)로 일종의 수송부대였다. 이때 함께 군용열차를 타고 온 평남북 출신의 학병들은 서주에서 다시 각 중대로 분산, 배치되었다.
선생은 일본군 부대에 배속된 후 일찍부터 계획하고 있던 탈출을 감행하였다. 1944년 3월 26일 일본군 배속 후 1달여 동안 기회를 엿보던 선생은 오건(吳健), 이종무 등 두 사람과 함께 탈출기도 세 번만에 목숨을 건 야간 탈출에 성공하였다. 그러나 탈출 시점이 야간인지라 이들 세 사람은 철조망을 넘은 후 서로 헤어지고 말았다. 그후 선생은 한국광복군 제3지대로 갔고 오건(吳健)과 이종무 두 사람은 14개월 동안 중국 섬서성(陝西省)에 있던 보계수용소(寶鷄收容所)에서 포로생활을 하다가 1945년 5월 석방되어 서안(西安)의 광복군 제2지대로 입대하였다.
선생의 일본군 탈출은 이 지역 학병 탈출로서는 제1차 탈출이었다. 그후 선생의 뒤를 이어 많은 한인 학병청년들이 탈출을 감행하였다. 서주에서 박영록(朴永祿), 백정갑(白正甲), 윤영무(尹永茂), 이영길(李永吉), 노능서(魯能瑞), 김우전(金祐銓), 장준하(張俊河), 윤경빈(尹慶彬), 인근 숙현(宿縣)에서 석근영(石根英), 김유길(金柔吉) 등이 단독으로 혹은 삼삼오오 짝을 지어 일본군을 탈출하였다. 선생이 배속되었던 서주 치중대만 보더라도 소속 부대의 학병 50명 가운데 22명이 탈출을 감행하였을 정도로 이들의 탈출은 대규모였다. 더욱 중요하고 의미가 있는 것은 이들의 탈출이 말 그대로 목숨을 건 필사의 탈출이었다는 것이다. 일반적으로 탈출 후 일본군의 추격을 벗어나는 것도 목숨을 거는 모험이지만 최종적으로 광복군의 품에 인계되기까지에는 무수한 난관을 거쳐야 하는 험난한 과정이었다.

### 한국광복군 입대와 항일활동
일본군 탈출 후 천신만고 끝에 광복군과 접선된 이들은 마침내 안휘성(安徽省) 부양(阜陽)에 있는 한국광복군 제3지대에 입대하였다. 안휘성 부양은 진포선(津浦線), 평한선(平漢線) 등 일본군 기간철도와 일본군 점령지역인 서주, 남경(南京), 개봉(開封), 한구(漢口) 등으로 포위된 지역이었다. 동시에 부양은 중일전쟁의 최전방지역으로 한국광복군이 만주나 한반도로 침투하여 지하공작을 전개하기에는 최상의 지역이었다.
주지하다시피 한국광복군은 1940년 9월 17일 중국 국민당정부의 피난수도였던 중경에서 임시정부의 국군으로 창설되었다. 1919년 전민족적인 3.1운동의 염원을 안고 중국 상해에 수립된 임시정부는 처음부터 정규군을 조직하여 대일전에 투입하고자 하였다. 하지만 국외에서 활동하고 있다는 한계로 말미암아 줄곧 그 뜻을 이루지 못하고 있었다. 임시정부가 자체 정규군인 국군을 보유하게 된 것은 1932년 윤봉길(尹奉吉)의거 이후 8년간의 피난시기를 끝내고 중경에 안착하던 1940년에 가서였다.
1940년 9월 서양 외신기자들이 많이 모여 있던 중경의 가릉빈관(嘉陵賓館)에서 김구(金九) 주석을 비롯한 임시정부 및 중국 국민당정부 요인들이 참석한 가운데 성대한 한국광복군총사령부성립전례식(韓國光復軍總司令部成立典禮式)을 열었다. 행사를 개최하게 된 데는 미주에서 보내온 동포들의 성금에 힙 입은 바 컸다. 성립 전례식에서 광복군창설 선포문을 발표한 후 한국광복군은 임시정부 국군으로서의 활동을 본격적으로 시작하였다.
처음 총사령부만으로 조직된 한국광복군은 그후 각고의 노력 끝에 총사령부와 3개 지대로 편제된 군사조직으로 발전하게 되었다. 중경에 총사령부와 제1지대가 있었고 서안에 이범석(李範奭) 지대장의 제2지대가 주둔하고 있었다. 제3지대는 김학규(金學奎) 장군이 당시 최전선이었던 안휘성 부양에 파견되어 한인청년들을 대대적으로 초모한 결과 창설된 부대였다. 제3지대에 모여든 한인청년들 가운데는 우수한 인적자원이 적지 않았는데, 그후 이들 한인청년들은 광복군의 기간이 되었다.
선생은 광복군에 입대한 후 광복군 대원들의 교육과 훈련을 위해 한국광복군훈련반(韓國光復軍訓練班, 한광반)에 입교하였다. 광복군 3지대는 그동안 지하공작을 통해 서주, 귀덕(歸德), 안경(安慶), 개봉(開封) 등 적 점령지구에 지하거점을 확보, 이를 기반으로 초모활동(招募活動)을 전개해 갔다. 이러한 지하조직망을 통해 적 점령지구내에 있는 한인청년들이 포섭 초모되었고, 1944년에 접어들면서 초모된 한인청년들이 부양으로 집결하기 시작하였다. 또한 이 무렵 일본군 탈출병들도 생겨나기 시작하였다.
한광반은 이와 같이 초모된 한인청년들과 일본군을 탈출한 학도병들이 증가하게 되자, 이들에 대한 교육과 훈련을 실시하기 위해 설치되었다. 다시 말해 안휘성 부양을 중심으로 활동하고 있던 광복군 제3지대가 설치 운영한 임시훈련소였다. 3지대 지대장 김학규는 중국군과 교섭하여 부양 근처의 임천(臨泉)에 있던 중국 중앙육군군관학교(中央陸軍軍官學校) 제10분교에 한광반을 설치하였다. 초모해 온 한인청년들과 일본군을 탈출한 학도병들을 이곳에 입교시켜 교육과 훈련을 실시한 것이다. 여기에는 선생을 비롯하여 장준하, 김준엽, 윤경빈, 김우전 등이 포함되어 있었다.
훈련내용은 군사훈련과 정신교육이 중심이었다. 군사훈련은 주로 제식훈련이었으며, 정신교육은 지대장 김학규 등이 한국독립운동사와 대한민국임시정부의 연혁 및 건국강령 등 민족의식을 고취하는 교육이 진행되었다. 선생은 이 시절 훈련생 동료들로부터 그 인간적 풍모에 존경과 사랑을 받았다고 한다. 이때의 선생의 모습과 풍모에 대해서는 동지인 김우전의 다음과 같은 회상에서 잘 알 수 있다.
180cm에 가까운 늘씬하고 건장한 키, 항상 동지들에게 다정했던 과묵하고 부드럽고 온유했던 마음, 앞장서서 솔선수범하여 동지들에게 존경받던 성품, 아름답고 풍성한 목소리로 이태리 명곡을 불러줄 때의 열정적인 모습, 무엇인가 사색할 때의 고고한 인품과 철학자다운 인상, 문제의 토론에는 철두철미한 강인한 자세, 그러면서도 멋과 낭만에 가득 찬 동지애 helliphellip (김우전, 순국선열 한성수 동지 의거를 추모하는 글)
마침내 1944년 10월 22일 학도병 출신 33명, 일반인 출신 11명 등 모두 48명의 교육생들은 한광반 제1기를 졸업하였다. 입교생 전원은 졸업과 더불어 중국군 소위의 임명장을 받았다. 한광반 졸업 후 졸업생들 가운데 장준하를 비롯한 36명은 중경으로 향하였으며 선생을 비롯한 12명은 현지 잔류라고 하는 전방근무를 선택하였다. 중경에 간 이들은 임시정부의 경위대(警衛隊)와 광복군총사령부에 근무하였으며, 일부는 서안(西安)에 있는 광복군 제2지대로 차출되어 미국 전략첩보기구(oss, office of strategic services)와의 공동작전을 위한 특수훈련을 받고 국내진공작전에 투입되기도 하였다.
한편, 선생을 위시한 12명은 잔류하여 3지대의 기간요원이 되었으며 적 후방 활동 및 초모공작을 수행하여 많은 한인청년들을 초모하여 훈련시켰다. 초모공작은 임시정부와 광복군에게 새로운 피를 공급해 주는 매우 중요한 임무였다. 1945년 3월말 임시정부 군무부의 보고에 의하면, 3지대의 초모공작은 그 성적이 대단히 우수했던 것으로 드러나고 있다. 이와 같이 선생을 비롯한 학병 출신들은 광복 직전 중국전선에서 전후방을 막론하고 적재적소에 배치되어 일제에 마지막 일격을 가하는 등 8, 15 직전 광복군의 대미를 장식하였다.

### 상해지역에서의 적 후방 공작활동
한편 1944년 11월 하순 한광반을 졸업한 1달 남짓 후 선생은 광복군 제3지대장 김학규로부터 상해를 비롯한 화남지역(華南地域) 공작책임자로 임명되었다. 사실 이 과정에 선생의 상해 파견에 대한 자청이 있었다는 사실은 잘 알려져 있다. 일본군을 탈출한지 불과 8개월 만에 적의 소굴로 다시 들어가게 된 것이다. 선생의 임무는 적 후방 상해에서의 한인 청년들의 초모활동 및 군자금 모집활동이 임무였다. 선생과 더불어 홍순명(洪淳明), 김영진(金永鎭) 등 3명의 광복군 대원은 막중한 임무를 띠고 상해로 파견되었다.
이들 3명은 주로 상해를 중심으로 일본군의 엄중한 감시와 경계를 피해 가면서 무전통신 작전을 수행하였다. 이들은 상해 일본군내의 젊은 한적 장병들을 대상으로 은밀하게 초모공작을 진행하였다. 광복군의 초모 활동은 대체로 3단계로 이루어졌다. 1단계는 공작대원들이 적의 점령지역에 잠입하여 공작거점을 마련하는 것이다. 2단계는 거점을 기반으로 해서 그 지역에 거주하는 한인 청년을 포섭하는 것이고, 3단계는 포섭된 인원들을 광복군 지역으로 인도하는 것이었다.
하지만 선생이 부여받은 상해에서의 적 후방 공작활동은 결코 쉬운 것이 아니었다. 왜냐하면 일제는 1932년 4월 윤봉길의거 이후 임시정부의 탄생지이자 독립운동의 책원지(策源地)였던 상해의 한인사회를 완전히 친일적인 색채로 바꾸어 놓았다. 일제는 마치 윤봉길의거에 의한 일본 군정 요인의 폭사에 보복이라도 하듯이 상해라고 하는 지역이 가지고 있던 항일정서를 하나하나 말살하여 갔다.
일제의 대동아공영권, 황국신민화운동에 동원된 상해의 친일 한인들은 현지 일본군 특무기관, 헌병대, 일본총영사관, 조선총독부출장소의 지휘 하에 정내회(町內會), 인조(隣組), 보갑제(保甲制) 등의 그물망 같은 상호감시체제를 구축하고 독립운동가와 같은 이방인들의 침투를 철저하게 경계하고 있었다. 나아가 방송을 통해 중경의 임시정부에 대한 선전공세의 수위를 높이고 있었다. 때문에 선생의 상해지역 적 후방 활동은 처음부터 많은 위험이 가로 놓여 있었다.
그럼에도 불구하고 수확이 없었던 것은 아니다. 상해에서 선생은 박윤석(朴允錫), 허암(許岩) 등을 비롯한 10여 명의 한인 청년들을 포섭하는데 성공하였다. 그리고 박윤석의 집에 공작거점도 확보하고 이곳에 거처하면서 공작을 진행하였다. 상해에서의 초모공작이 약 3개월 되던 즈음 선생은 군자금 모집 활동을 개시하였다. 그 첫 대상자가 김학규 지대장으로부터 지시받은 바 있는 상해의 한인 갑부 손창식(孫昌植, 창씨명 孫田昌植)이었다. 상해재계의 패자로 불리면서 내외국의 저명인사들의 출입이 빈번하다는 손창식의 사무실을 방문한다는 것은 어지간한 담력으로는 어려운 일이었다. 선생은 이때 이상일(李相一)이라는 가명으로 손창식의 사무실을 방문하고 그 자리에서 김학규 지대장이 써준 메모를 건네면서 군자금 제공을 요청하였다.
하지만 임정과 광복군에 대한 독립운동자금의 제공 요청은 받아들여지지 않았다. 일본군 비호 하에 군수품을 납품, 동양제일의 정밀기계왕국을 건설하였을 뿐만 아니라 당시 조선 청년들에게 일본군 입대를 적극적으로 부추기고 있던 거물 친일파 손창식이 일본군을 탈출한 선생의 애국적인 요청을 들어줄리 만무했던 것이다. 그와의 만남은 오히려 선생이 일본헌병에 의해 체포되는 결과를 초래하였다.
사실 손창식은 일찍부터 발명가이자 사업가로서 이름을 떨친 바 있는데, 1932년경 민족주의단체에 자금을 제공했다는 혐의를 받고 일경에 체포된 경험이 있었다. 그렇다고 볼 때 그에게 민족의식이 전혀 없었던 것은 아니지만 1937년 중일전쟁 이후에는 적극적인 친일파로 변신하였다. 손창식은 상해의 친일단체인 상해거류조선인회(上海居留朝鮮人會)와 계림회(鷄林會)의 평의원, 이사장 등을 역임하였으며 일본군에 대해서도 여러 차례 거액의 국방헌금을 바쳤다. 손창식이 주도적으로 관여했던 상해거류조선인회나 계림회는 현지의 일제 기관, 일본인거류민단(日本人居留民團)과 협력하여 일본군 위문금품 모집, 신사참배, 조선 징병제 실시 감사 축하식 거행, 의용대 및 국방부인회 결성을 통해 일본군에 적극적으로 협조하였다.
특히 손창식은 징병제실시기념위원회 위원장으로서 1944년부터 조선에 대한 징병제실시를 감사하고 기념하는 대대적인 행사를 상해에서 벌이기도 하였다. 이런 친일행위 때문인지 그는 8.15 일제 패망 후 중국당국에 의해 체포되어 상해 전범군사법정에 회부되었는데, 죄목은 적극적으로 일본에 붙어 부일활동을 했다는 통적(通敵) 혐의였다. 따라서 여러 가지 정황으로 미루어보아 선생이 체포되게 된 배경에는 손창식이 직간접으로 개입하였을 가능성이 크다고 할 것이다. 일설에 의하면, 선생이 체포된 데는 김사해(金四海)라고 하는 동포의 밀고가 있었으며 그 역시 손창식과는 동향이었다고 한다.

### 순국
군자금을 조달하기 위해 위험을 무릅쓰고 상해의 한인 부호 손창식을 방문한 직후인 1945년 3월 13일 선생은 동지 홍순명, 김영진, 박윤석, 허암 등과 함께 상해주둔 일본군 헌병대에 체포되었다. 이들에게는 일본 헌병들의 혹독한 고문이 이어졌다. 특히 선생은 일본군을 탈출했다고 하는 전력으로 인해 더욱 잔혹한 고문이 가해졌다. 하지만 선생은 끝내 광복군 관련 기밀을 말하지 않았다.
그후 선생은 일본군 7330부대 임시군법회의에 회부되었다. 비공개로 개정된 일본군 군법회의 재판정에서 혹심한 고문으로 업힌 채로 출두한 선생은 지금까지도 광복군의 귀감으로 인구에 회자되는 유명한 법정투쟁을 전개하였다. 일본 헌병대에 함께 체포되었던 김영진의 회고에 의하면, 선생은 법정에서 일어 사용을 강력하게 거부하여 부득이 일본어 통역을 불러 와서야 재판이 속개되었다고 한다. 너는 일본에서 대학을 다닌 학병 출신인데 왜 국어(國語)를 쓰지 않는가라는 재판장의 물음에 나는 한국인이다. 너희들은 일본어를 국어라 하지만 나의 국어는 아니고 원수의 말이다. 나의 국어는 오직 한국말일 뿐이다라고 답변했다.
그리고 재판장의 대동아전쟁을 어떻게 보는가? 너희들은 대일본 제국이 이번 전쟁에 승리할 것을 믿고 있겠지라는 물음에도 선생은 태연자약하게, 일본은 이번 전쟁에서 기필코 패전하고야 만다. 미, 영, 중, 소 등 연합국의 합동작전으로 태평양 방면은 물론 인면(印緬)전선과 중국전선에서 참패하고 머지않아 무조건 참패할 것이다. 그때 가서는 대한민국을 독립시켜 주지 않은 것을 후회할 것이며, 한국 독립군들이 독립운동을 하다가 무수히 희생을 당한 것과 같은 고초를 침략자인 너희들도 당하고 말 것이다라고 준엄하게 꾸짖었다.
이에 대해 일본군 군법회의는 선생에게 사형을 선고하였다. 이른바 선생의 죄목은 광복군 공작책임자이자 일본군을 탈출하여 광복군에 가담하여 활동했다고 하는 이른바 분적이적군기밀누설(奔敵利敵軍機密漏泄)과 치안유지법 위반이었다. 그리고 나머지 동지들인 홍순명, 김영진 등은 3년 이상 5년 이하의 형을 선고받았다. 이후 이들은 남경 일본육군형무소로 이송되었다. 선생은 이곳에 이송된 후인 1945년 5월 13일 참수형(斬首刑)을 당했다. 당시 일본군의 사형언도는 으레 총살형이었지만 한국광복군 공작책임자로 일본군을 탈출하였으며 군법회의에서도 일제에 강력하게 항거했던 선생에게는 불법적인 참수형을 가하였다. 나머지 동지들은 6월 하순 국내로 압송되어 서대문형무소에서 옥고를 치르다가 광복과 더불어 석방되었다.
한편 선생의 처형 소식을 들은 김학규 지대장은 제3지대 본부에서 활동하고 있던 전이호(全履鎬) 대원으로 하여금 상해로 잠입하여 선생이 체포되게 된 경위를 조사하는 한편, 밀고자에 대한 처단도 지시하였다. 하지만 전이호가 부양을 떠나 남경 방면의 정보를 입수하고 상해로 출발하려던 무렵 8.15광복을 맞이하였다.
선생의 유해는 일본 동경(東京)에 있는 우천사(祐天寺)에 송환되어 방치되어 있었다가 순국 후 26년만인 1971년 11월 20일 고국으로 봉환되었다. 여기에는 같은 학병 출신으로 태평양전쟁에서 희생된 한인의 유골 봉환 운동을 벌이던 정기영(鄭琪永) 등의 헌신적인 노력이 있었다. 선생의 유해는 부산 청룡동산 공원묘역을 거쳐 대전현충원에 안장됨으로써 소망이었던 독립된 조국에 묻히게 되었다. 25세라고 하는 젊고 꽃다운 나이에 장렬하게 산화한 선생의 순국과 민족적 기개는 한국 독립운동사의 귀감으로 오늘날까지 길이 남아 있다.
정부는 선생의 공훈을 기리어 1977년에 건국훈장 독립장을 추서하였다.
선생의 유족으로는 며느리와 두명의 손자가 미국에서 거주중이다.
미망인 정숙저(84세) 여사는 2015년 사망하였다. 여사는 1985년 한국에서의 생활을 접고 아들 내외와 함께 미국으로 이민길에 올랐다. 하지만 1990년 미국에서 아들이 먼저 세상을 떠나자 다시 고국으로 돌아왔다.

## 참고 문헌
- 대한민국 국가보훈처, 이 달의 독립 운동가 상세자료 - 한성수, 2005년 보관됨 2016-04-09 - 웨이백 머신
- 한성수 : 독립유공자 공훈록 - 국가보훈처
- 《경향신문》 (2005.5.20) 다시쓰는 독립운동列傳 - 한성수열사 미망인 “난 조선인···재판 열라”
- 장준하 (1992년 4월 1일). 《돌베개 - 장준하전집 1》. 서울: 세계사. ISBN 978-89-338-4024-5.